# FUN 1
FUN 1 byla česká hudební televizní stanice, která vysílala od 12. prosince 2005. Provozovatelem stanice byla společnost SAT Plus, s.r.o.. Stanice vysílala nepřetržitý proud videoklipů z oblasti taneční a elektronické hudby s převahou aktuálních hitů. Dále přinášela divákům videoreporty z tanečních akcí (Tomorrowland, Trancefusion, Decadance, ...), nebo koncerty světových DJs (Ferry Corsten, Armin van Buuren, Tiësto, Avicii, ...). Na TV obrazovce měli diváci možnost soutěžit o vstupenky na koncerty, zapojit se do interaktivního chatu s jinými diváky, hodnotit klipy, nebo si prostřednictvím SMS objednat klip na přání.
FUN 1 vysílala v České republice a na Slovensku v základní nabídce největšího českého a slovenského kabelového operátora - UPC. Kanál byl rovněž dostupný i jako internetový stream na stránkách www.fun1.cz.
TV kanál FUN 1 do 18. ledna 2010 původně nevysílal proud videoklipů, ale fungoval jako taneční rádio s DJem ve studiu doprovázené živým SMS chatem, který se zobrazoval na televizní obrazovce. Od 18. ledna 2010 se stanice profilovala jako původní hudební televizní kanál s videoklipy.